# (1132) Hollandia
(1132) Hollandia (1929 RB1) is een planetoïde in de planetoïdengordel tussen de planeten Mars en Jupiter. Hollandia is de Latijnse benaming voor Holland en werd ontdekt door Hendrik van Gent in Johannesburg op 13 september 1929. 